# Оптимальне рішення
Оптимальне рішення — рішення, що приймається таким чином, що ніякі інші доступні варіанти не приведуть до кращого результату. Це важливе поняття в теорії прийняття рішень. Для того, щоб порівняти різні результати рішення, один зазвичай призначає відносну корисність для кожного з них. Якщо існує невизначеність у тому, що результат буде, оптимальне рішення максимізує очікувану корисність (корисність, усереднена по всіх можливих результатах рішення).
Іноді еквівалентним завданню мінімізації втрат вважається, зокрема, у фінансовій ситуації, завдання, де утиліта визначається як економічна вигода.
«Утиліта» тільки довільний термін для кількісної оцінки доцільності результатів конкретного рішення і не обов'язково пов'язаний з «корисністю». Наприклад, цілком можливо, оптимальне рішення для когось — покупка спортивного автомобіля, а не універсала, якщо результат з точки зору іншого критерію (наприклад, вплив на особистий імідж) є більш бажаним, навіть враховуючи високу вартість і відсутність універсальності спортивного автомобіля.
Задача знаходження оптимального рішення є проблемою математичної оптимізації. На практиці, мало хто переконався, що їхні рішення є оптимальними, але замість використання евристичних методів для прийняття рішень, які «досить непогані», вони керуються задовільним результатом.
Більш формальний підхід може бути використаний, коли рішення є досить важливим, щоб мотивувати час, необхідний для його аналізу, або коли воно занадто складне, щоб вирішити за допомогою більш простих інтуїтивних підходів.

## Формальний математичний опис
Кожне рішення {\displaystyle d} у встановленому {\displaystyle D} наявних варіантів вирішення призведе до підсумкового {\displaystyle o=f(d)}. Всі можливі результати утворюють безліч {\displaystyle O}.
Визначаючи утиліту {\displaystyle U_{O}(o)} до кожного результату, ми можемо визначити корисність конкретного рішення {\displaystyle d} як:
{\displaystyle U_{D}(d)\ =\ U_{O}(f(d)).\,},

## В умовах невизначеності в результаті
У випадку, якщо не можливо з упевненістю передбачити, яким буде результат конкретного рішення, необхідним є імовірнісний підхід. У найзагальнішому вигляді, це може бути виражено наступним чином: Враховуючи рішення {\displaystyle d}, ми знатимемо розподіл ймовірностей для можливих результатів, описаних в умовній щільності ймовірності {\displaystyle p(o|d)}. Враховуючи {\displaystyle U_{D}(d)} у вигляді випадкової величини (умова {\displaystyle d}), ми можемо обчислити очікувану корисність прийняття {\displaystyle d} як
{\displaystyle {\text{E}}U_{D}(d)=\int {p(o|d)U(o)do}\,} ,
де інтеграл береться по всій множині {\displaystyle O} (ДеГрут, стор 121).
Оптимальне рішення {\displaystyle d_{\mathrm {opt} }} тоді те, яке максимізує {\displaystyle {\text{E}}U_{D}(d)}, як і вище:
{\displaystyle d_{\mathrm {opt} }=\arg \max \limits _{d\in D}{\text{E}}U_{D}(d).\,}
Прикладом є проблема Монті Холла.
Ми можемо визначити оптимальне рішення {\displaystyle d_{\mathrm {opt} }} як таке, що максимізує {\displaystyle U_{D}(d)}:
{\displaystyle d_{\mathrm {opt} }=\arg \max \limits _{d\in D}U_{D}(d).\,}
Рішення проблеми, таким чином, може бути розділене на три етапи:
1. прогнозування результату виводу {\displaystyle o} для кожного рішення {\displaystyle o};
2. призначення утиліти {\displaystyle U_{O}(o)} до кожного результату виводу;
3. знаходження рішення {\displaystyle d}, яке максимізує {\displaystyle U_{D}(d).}.